# Акперов, Ровшан Тельман оглы
Ровшан Тельман оглы Акперов (азерб. Rövşən Telman oğlu Əkbərov, род. 4 июня 1965, Баку) — азербайджанский военачальник. Национальный герой Азербайджана (1994). Генерал-лейтенант.

## Биография
Родился 4 июня 1965 года в Баку. В 1972 году поступил в первый класс школы №42, где проучился вплоть до восьмого класса и в 1979 году поступил в спецшколу им. Дж. Нахичеванского. После окончания спецшколы в 1982 году поступил в Киевское высшее общевойсковое командное училище.
По окончании училища лейтенант Р. Акперов был направлен для прохождения дальнейшей службы в распоряжение Закавказского военного округа. Был назначен командиром взвода разведывательной роты 342-го мотострелкового полка 75-й мотострелковой дивизии, дислоцированной в городе Нахичевань Нахичеванской АССР Азербайджанской ССР. В 1987 году был направлен в состав Ограниченного контингента советских войск в Афганистане. Через год был возвращён в Закавказский военный округ к месту прежней службы. В 1989 году был назначен командиром разведроты 409-го мотострелкового полка. В 1993–1995 годах был командиром военной части.
Ровшан Акперов принимал участие в подавлении мятежа азербайджанского ОПОНа в марте 1995 года. В 2002 году получил звание генерал-лейтенанта. В 2011 году назначен командующим 3-м армейским корпусом ВС Азербайджана.
В марте 2021 года был арестован по обвинению в умышленном убийстве бизнесмена Эльчина Алиева, совершённом на Украине в 2001 году.

### Семейное положение
Женат, четверо детей.

## Награды
Был дважды награждён орденом «Азербайджанское знамя» (14 декабря 1993 г. и 4 апреля 1995) за отличие при защите и обеспечении территориальной целостности Азербайджана. 5 октября 1994 года Ровшану Акперову указом президента Азербайджана было присвоено звание Национального героя Азербайджана. 24 июня 2003 был награждён медалью «За Отчизну», а 25 июня 2011 — орденом «За службу Отечеству» III степени.

## Фильмография
- Град (фильм)